# Móri bankrablás
A móri bankrablás, amelyet a sajtóban gyakran móri mészárlásnak neveznek, a magyar kriminológia eddigi történetének legkegyetlenebb rablógyilkossága. A rablásnak nyolc halálos áldozata volt, akiket az elkövetők egyszerűen kivégeztek. 
2002. május 9-én déli 12 óra után nem sokkal lépett be a móri Dózsa György utcában található Erste Bank fiókjába két, sötét nadrágot és fehér inget viselő hátizsákos férfi. A támadók az ügyféltérben pisztollyal és géppisztollyal ölték meg a biztonsági őrt, ezután egyikük visszament őrködni a bejárati ajtóhoz, ahol egy kézzel írt „Műszaki okok miatt zárva” feliratra mutogatva elküldte az ügyeiket intézni szándékozó ügyfeleket. Tettestársa egy Skorpióval járta végig a bankfiók helyiségeit, a banki dolgozókkal fejre, illetve felsőtestre leadott lövéssel végzett. Ezután a bank számítógépét és telefonközpontját is szétlőtte. A páncélszekrényt nem nyitották ki, így összesen 7,3 millió forintnyi pénzt vittek el részint forintban, részint valutában. Mintegy fél órát töltöttek a rablók a bankfiókban, majd távoztak több szemtanú láttára. Egyik szemtanú arra figyelt fel, hogy a fiókból kilépő két férfi kívülről bezárja az ajtót, a kulcsot pedig eldobják. Mivel rosszat sejtett, a bankfiók felé indult, hogy kiderítse mi történik odabent. Ekkor fedezte fel a lövésnyomokat és egy közeli boltból értesítette a rendőrséget.
Hatalmas erőkkel indult meg a nyomozás. A bűncselekmény után néhány órával a rendőrség két, már korábban is körözött bűnözőt gyanúsított meg a gyilkosság elkövetésével, Farkas Róbertet és Horváth Szilárdot. A nyomozás során nem találtak ellenük bizonyítékot.
2002. július 24-én letartóztatták Kaiser Edét és Hajdú Lászlót, akik a rendőrség szerint alaposan gyanúsíthatók voltak a bankrablás elkövetésével. A nyomozás 2003 decemberéig tartott.
Az ügyészség által készített vádiratban Hajdú Lászlót nem gyanúsították meg a bűncselekményben való részvétellel, csak bűnsegédlettel, konkrétan a fegyverek beszerzésével és elrejtésével. Kaiser Ede társtettesként szerepelt a vádiratban. A gyilkosságok elkövetésével egy ismeretlen harmadik elkövetőt gyanúsítottak.
A bírósági tárgyalás 2004. februártól december 23-áig tartott. A Fővárosi Bíróság életfogytiglani fegyházbüntetésre ítélte Kaiser Edét, Hajdú László 15 év fegyházbüntetést kapott. A másodfokú eljárásban Kaiser Ede büntetését helybenhagyták, Hajdú László ügyében új eljárást rendelt el a Fővárosi Ítélőtábla. A vádlottak az eljárás során mindvégig tagadták, hogy ők követték el a gyilkosságot, viszont több más bűncselekményt beismertek.
2006 októberében Szebenyi István amatőr hadszíntérkutató háborús sírok keresése közben elásott ruhákat, fegyvereket, lőszereket talált a Komárom-Esztergom megyei Tarján határát övező erdős területen. Bejelentését követően a nyomozás új irányt vett. Szebenyi pert indított a veszprémi postásgyilkosság, majd pedig a móri mészárlás ügyében kitűzött nyomravezetői díjak kifizettetésére. A postásgyilkosságban betöltött nyomravezetői szerepét a bíróság ki is mondta, jogerősen pert nyert; a móri bankrablásnál kitűzött nyomravezetői díjat azonban azóta sem kapta meg.
2007. február 17-én a rendőrség Tatabányán elfogta a veszprémi postásgyilkossággal gyanúsított Nagy Lászlót. A lakásán tartott házkutatás során előkerültek a móri bankrablásnál használt fegyverek: egy Skorpió típusú géppisztoly és egy pisztoly. Nagy László már az első kihallgatásán elismerte, hogy köze volt a móri bankrabláshoz.
Vallomása szerint a gyilkosságokat egy Radó nevű szerb bűnöző követte el, aki bűntársukkal, Weiszdorn Róberttel együtt ment be a bankfiókba, ő csak sofőrként vett részt a bűncselekményben. Weiszdorn vallomása szerint a rablást Nagy tervelte ki, és ők ketten hajtották végre. A bankfiókban Weiszdorn lőtt rá a biztonsági őrre, majd kiállt a bankfiók ajtajába, és elküldte az időközben a fiókba betérni akarókat. Eközben Nagy a fiók ügyfélterében agyonlőtte az ott tartózkodó további hét embert. Az áldozatok az akkori polgármester felesége, Schmidt Ferencné (53) fiókvezető, Józsa Ildikó (37) ügyintéző, Baka Lajosné (43) ügyintéző, Hegyi Éva (27) helyettesítő pénztáros, Szép Csaba (56) biztonsági őr, Kiss Tibor (34) biztosítási ügynök, Szűcs Zoltán (32) és felesége, Szűcs Zoltánné Bakács Gyöngyi (29) ügyfelek voltak. A bank a Fehér Gyűrű Közhasznú Egyesületen keresztül egyszeri anyagi támogatást nyújtott az áldozatok hozzátartozóinak. 
2007. július 13-án Nagy László, még a bírósági tárgyalás és ítélet előtt, börtöncellájában öngyilkosságot követett el.
2008 decemberében az elsőfokú bíróság Weiszdorn Róbertet életfogytiglani fegyházbüntetésre ítélte, az elítélt legkorábban 30 év letöltése után lett volna szabadlábra bocsátható. Az ítéletet 2010. december 9-én a másodfokú bíróság súlyosbította, 40 évre emelte a minimálisan letöltendő büntetést.
A Fővárosi Bíróság 2009. november 6-án Kaiser Edét felmentette a móri bankrablás és gyilkosság vádja alól, de egyéb bűncselekmények miatt 18 év börtönbüntetésre ítélték. Büntetésének letöltése után, 2020. június 1-jén szabadult.

## Kapcsolódó szócikk
- Kovács Lajos (rendőrtiszt)